# 1994년 롯데 자이언츠 시즌
1994년 롯데 자이언츠 시즌은 롯데 자이언츠가 KBO 리그에 참가한 13번째 시즌으로, 김용희 감독이 팀을 이끈 첫 시즌이다. 팀은 주전급 선수들의 집단 방위복무 등 여러 가지 이유 탓인지  정규 시즌 6위에 머물러 포스트시즌 진출에 실패했다.
한편, 사직구장의 보수공사 탓인지 시범경기를 마산에서 개최했으며 2002년에는 아시안게임 준비를 위한 경기장 보수, 2006년에는 천연잔디 교체 공사가 끝나지 않아서 시범경기가 잡히지 않아 마산에서 홈경기를 치뤘는데 2007년까지는 서울이 남부지방에 비해 기온이 낮아 롯데 뿐 아니라 LG 두산이 홈팀의 자격으로 마산에서 시범경기를 개최하기도 했다.

## 타이틀
- KBO 골든글러브 : 공필성 (3루수)
- 올스타전 추천선수 : 박동희, 주형광, 김민호, 김응국
- 컴투스프로야구 레전드 카드: 가득염
- 출장 (타자) : 공필성 (126)
- 2루타 : 김민호 (34)

### 퓨처스리그
- 장타율: 이지환 (0.626)
- 2루타: 이지환 (16)
- 3루타: 이지환 (4)
- 남부리그 도루: 이동채 (14)
- 다승: 윤형배 (6)

## 선수단
- 선발투수 : 주형광, 가득염, 염종석, 강상수, 윤학길
- 구원투수 : 김상현, 김태석, 김태형, 윤민철, 김정훈, 김청수, 이상번, 윤동배, 서정민
- 마무리투수 : 박동희, 박지철, 고성범, 박태웅, 윤형배
- 포수 : 강성우, 정호진, 전봉석, 김선일
- 1루수 : 김응국, 한영준, 이지환
- 2루수 : 김민재, 박지환, 김미호
- 유격수 : 박계원, 조규철, 홍순기
- 3루수 : 공필성, 유동효
- 좌익수 : 전준호, 김종훈
- 중견수 : 김종헌, 손동일
- 우익수 : 이종운, 조성옥
- 지명타자 : 김민호, 임수혁, 김상재, 한성곤, 김상우, 이태환, 이동채, 권재광

## 여담
- 주형광은 KBO 올스타전에 감독 추천으로 출전하여 KBO 리그 역대 최연소 올스타전 등판 투수가 되었다.
- 주형광은 KBO 리그 사상 최연소로 규정 이닝을 채운 투수가 되었다.
- 김종헌은 이 시즌 KBO 리그 역대 단일 시즌 태평양 돌핀스 상대 최다 도루 실패(7) 기록을 세웠다.